# 1954 Kukarkin
Kukarkin (asteroide 1954) é um asteroide da cintura principal, a 2,0331126 UA. Possui uma excentricidade de 0,3088602 e um período orbital de 1 842,83 dias (5,05 anos).
Kukarkin tem uma velocidade orbital média de 17,36580709 km/s e uma inclinação de 14,85204º.
Esse asteroide foi descoberto em 15 de Agosto de 1952 por Pelageja Shajn.